# Universidade Federal de Viçosa
A Universidade Federal de Viçosa (UFV) é uma universidade pública brasileira, com sua sede localizada na cidade de Viçosa, no estado de Minas Gerais, possuindo campus também nas cidades de Rio Paranaíba e Florestal. É reconhecida pelo MEC como a 5ª melhor universidade federal do Brasil, sendo considerada a 2ª melhor no estado de Minas Gerais. Como destaques, encontram-se os cursos de Direito e Engenharia de Alimentos, classificados como os melhores do Brasil. Destacam-se, também, os cursos de Engenharia Elétrica, Agronomia e Zootecnia (2ª posição) e Enfermagem e Nutrição (3ª posição). Em dezembro de 2017 o curso de Medicina da UFV obteve a melhor avaliação entre os oferecidos e o único do Brasil avaliado com conceito máximo pelo INEP.
Fundada em 1922 como Escola Superior de Agricultura e Veterinária (ESAV), posteriormente denominada Universidade Rural do Estado de Minas Gerais (UREMG) entre 1948-1969 e consolidada como Universidade Federal de Viçosa, é um centro de educação, pesquisa e extensão reconhecido internacionalmente essencialmente por sua atuação nas ciências agrárias e ciências exatas.

## História

### Fundação
A Universidade Federal de Viçosa teve seu início com a Lei n°761, de 6 setembro de 1920 assinada pelo então Presidente do Estado De Minas Gerais Arthur Da Silva Bernardes, juntamente com o Secretário da Agricultura de Minas Gerais Clodomiro Augusto de Oliveira, que autorizava a implementação de uma escola de superior de agricultura e veterinária no estado.

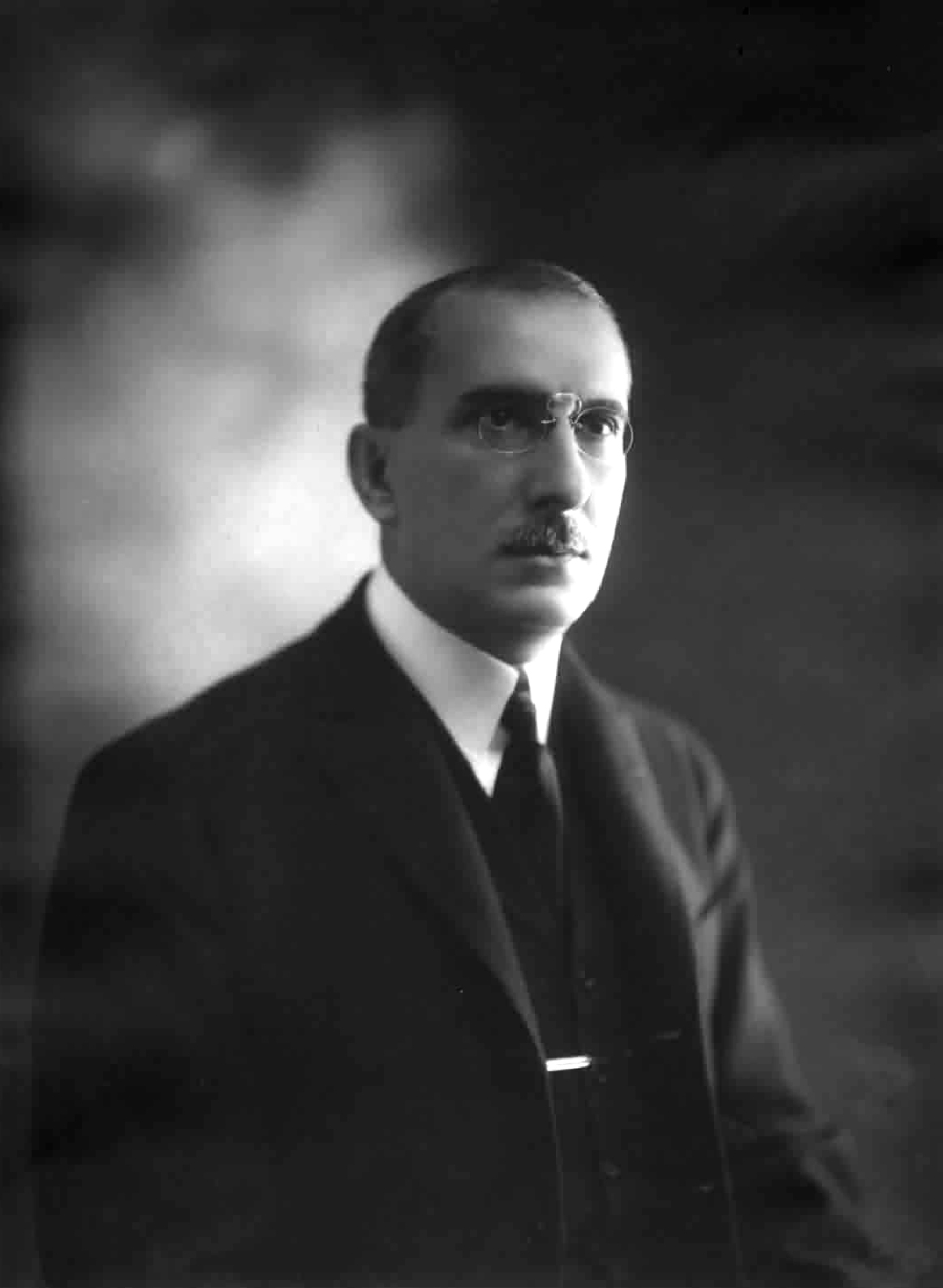
Retrato de Arthur Bernardes

Art. 4º - Esta Escola terá por objetivo ministrar o ensino prático e teórico de Agricultura e Veterinária e bem assim realizar estudos experimentais que concorram para o desenvolvimento de tais ciências no Estado de Minas Gerais. Lei n°761, de 6 setembro de 1920
Em 1920 determinado por Arthur Bernardes ao então embaixador brasileiro nos Estados Unidos, José Cochrane de Alencar a missão de indicar um especialista capaz de "fundar, organizar e dirigir uma escola agrícola moderna". Dessa forma por intermédio dos Departamento de Estado e da Agricultura dos Estados Unidos o então Diretor da Florida Agricutural College na University of Florida, o Dr. Peter Henry Rolfs foi incumbido em 1921 após aceitar o desafio de servir ao Estado de Minas e gerenciar a construção física e acadêmica da Escola Superior de Agricultura e Veterinária.

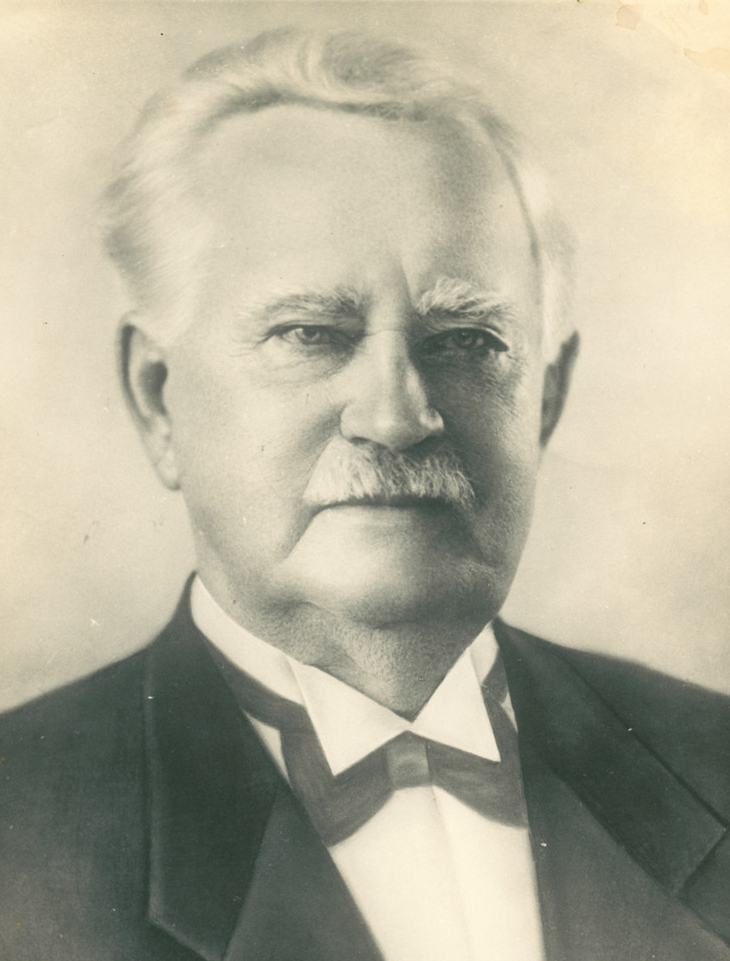
Retrato de Peter Henry Rolfs, (P.H. Rolfs)

O professor Rolfs foi contratado com a função de fundar, organizar e dirigir a Escola. Com uma titulação considerável para a época, e com profundo conhecimento e experiência no trato da agricultura moderna dos Estados Unidos, Rolfs veio com a função de implantar na ESAV um modelo agrícola moderno, pautado nos métodos científicos pragmáticos dos “Land Grant Colleges”, os quais proporcionariam um grande progresso para a agricultura local, regional e nacional. A ESAV foi criada com o intuito de ser um ícone da ciência agrária no Brasil, sendo necessário em seu início recursos humanos e físicos que dessem suporte para receberem o inovador método de ensino que importaram dos Estados Unidos. Pensando na excelência do ensino que seria oferecido pela instituição, a Escola foi povoada em seu início por professores de diferentes partes do mundo e do Brasil além de funcionários e alunos que vieram de diferentes partes do Brasil, inclusive da própria Viçosa.

#### Quatro pilastras

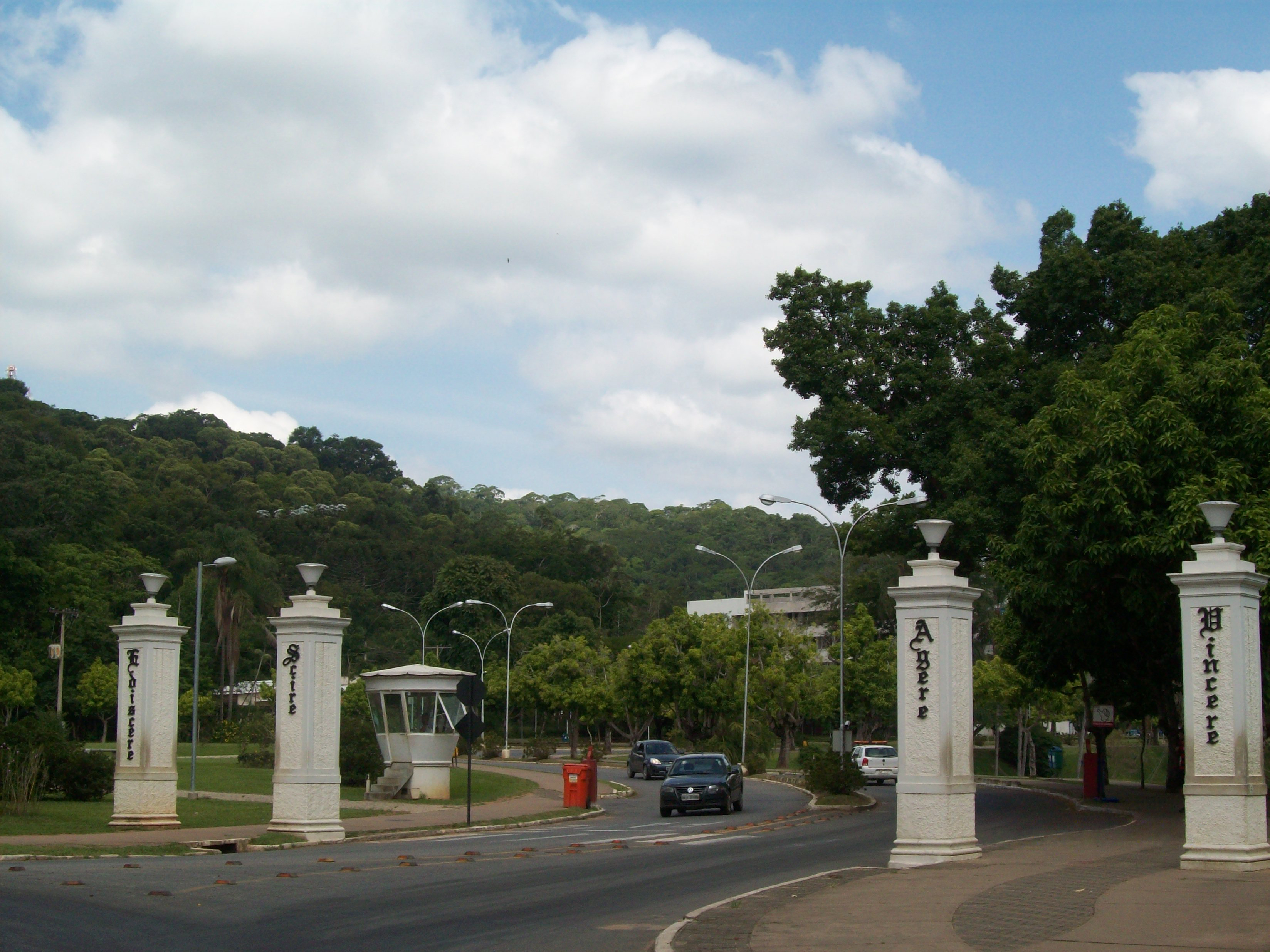
Quatro pilastras que demarcam a entrada principal do campus.

A entrada principal do campus de Viçosa da UFV é demarcada por quatro pilastras, cada uma com uma parte do lema da UFV escrito: Ediscere, Scire, Agere, Vincere (Estudar, Saber, Agir, Vencer). As quatro inciais das palavras do lema formam "ESAV", a sigla da "Escola Superior de Agricultura de Viçosa". A ideia de haver quatro pilastras como porta de entrada do campus remete à Universidade Purdue, antiga parceira da UFV.
Seguindo a tradição, há também quatro pilastras nas entradas principais dos campus da UFV de Rio Paranaíba e e Florestal.

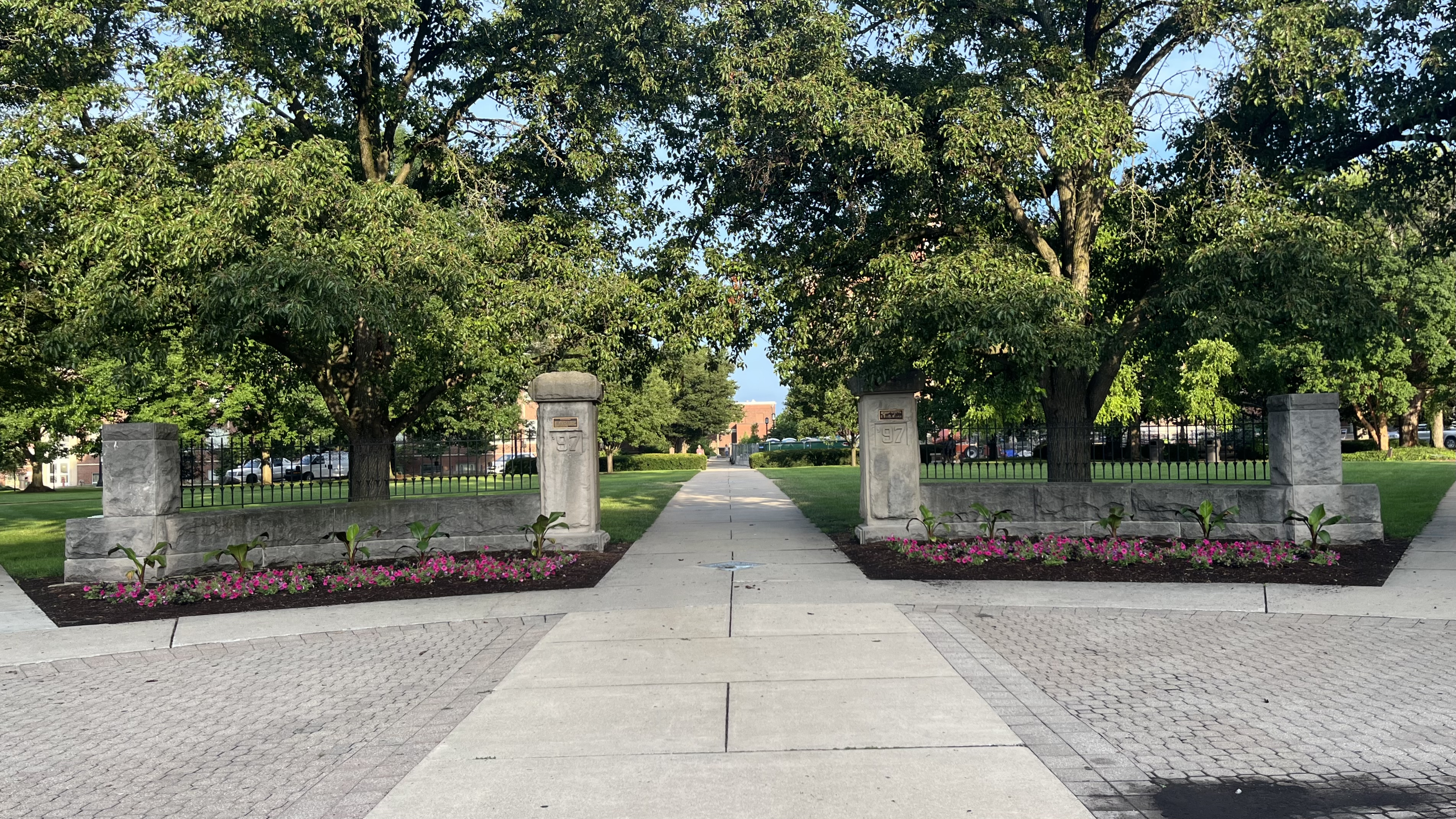
Quatro pilastras que eram originalmente a entrada principal do campus da Universidade Purdue, em West Lafayette.

#### Localização
Logo em 1921 foi instaurada uma comissão técnica designada a estudar a melhor localização dentro do estado para se instaurar a instituição acadêmica, composta pelo Dr. Rolfs, conjuntamente do então Diretor de Agricultura da Secretaria de Estado, Dr. Álvaro da Silveira e com o auxílio do Dr. Arduino Bolivar e do Dr. Mário Monteiro Machado. O local escolhido foi a cidade de Viçosa que se encontra na zona da mata mineira, terra natal de Arthur Bernardes.
"Cada vez mais se manifestou o acerto do critério de se construir a Escola e hoje só podem julgamento técnico aqueles que quiserem se furtar a realidade de argumentos concretos" Bello Lisbôa (Diretoria da Escola entre 1929-1936) em conferência no ano de 1935. 
Bello Lisbôa (Diretoria da Escola entre 1929-1936) era crítico quando a integridade da análise técnica que levou Viçosa a ser escolhida como cidade sede da Escola, dentre melhores locais disponíveis em Minas Gerais, dando como critério decisivo a instauração da instituição em Viçosa a origem do seu padrinho e fundador Arthur Bernardes. Com Viçosa aprovada pelo decreto n° 5.806, de 30 de novembro de 1921 como local base, em 30 de março de 1922 foi por decreto instaurado a Escola Superior de Agricultura e Veterinária.

### Construção
Devido não ser vaga a área destinada a construção, juntamente com a autorização de instalação da Escola, foi emitida uma declaração de desapropriação de terrenos. Com o intuito de evitar a tomada forçada das áreas agrícolas, coube a Fernando de Mello Vianna, então Procurador Geral do Estado de Minas Gerais, a tentativa de aquisição amigável de tais terras. Apesar da resistência dos proprietários relatado pelo procurador, foram comprados 453 hectares, pelo valor de 294:800$000 Reis, que constituíram o núcleo inicial da atual UFV. Em 18 de janeiro de 1922, foi dado início às preparações para a construção, que começaram em 10 de julho de 1922, a partir do lançamento da pedra fundamental. A construção foi marcada por diversos empecilhos e dificuldades quanto à ausência de mão de obra qualificada; complicações devido à aquisição e transporte de material e o confuso e volátil teatro político da época se tornaram grandes obstáculos para os diversos engenheiros que passaram pela chefia do projeto. A inauguração das atividades se deu em 28 de agosto de 1926, após a conclusão do prédio principal do campus, o hoje chamado Edifício Arthur Bernardes, também conhecido por "Bernadão", com a presença do seu fundador o então Presidente da República Arthur Bernardes (presidente durante 1922-1926). Uma missa campal foi celebrada na escadaria lateral do prédio, seguida por uma bênção ao edifício, realizada pelo Monsenhor Alipio de Oliveira, representante do arcebispo de Mariana.

### Início das atividades
No início de suas atividades educacionais, a Escola Superior de Agricultura e Veterinária oferecia três tipos de cursos: o Fundamental, que possuía um ano de duração; o Médio, com dois anos de duração e o curso Superior, com três anos de extensão. Os cursos Fundamentais e Médio tiveram início em 1° de agosto de 1927; o Superior teve sua primeira aula lecionada no primeiro semestre de 1928. Antes disso, aulas primarias eram lecionadas durante o dia aos filhos dos operários construtores da instituição, devido ao alto nível de analfabetismo. No período noturno, os operários também tinham aulas. Segundos levantamentos realizados durante os períodos de construção, mais de 80% dos operários eram analfabetos, tendo esse número sido reduzido para menos de 10% em 1926.

#### Universidade Rural do Estado de Minas Gerais
Intencionando o aprimoramento da instituição, o Governo do Estado de Minas Gerais a transformou, em 1948, por meio da Lei nº 272, em Universidade Rural do Estado de Minas Gerais (Uremg), sendo esta composta pela Escola Superior de Agricultura, pela Escola Superior de Veterinária, pela Escola Superior de Ciências Domésticas, pela Escola de Especialização (Pós-Graduação), pelo Serviço de Experimentação e Pesquisa e pelo Serviço de Extensão.

#### Federalização da Instituição
Em acordo com Edson Potsch Magalhães, reitor da Universidade Rural do Estado de Minas Gerais, o caeteense Israel Pinheiro da Silva, então governador de Minas Gerais, promove o inicio da federalização da Universidade. A iniciativa foi imediatamente acolhida pelo Ministério da Educação que, pelo Decreto-Lei nº 570, de 8 de maio de 1969, sancionado pelo presidente Arthur da Costa e Silva, autorizava o Poder Executivo a instituir, sob a forma de Fundação, a Universidade Federal de Viçosa - UFV.  O ato foi consolidado pelo Decreto nº 64.825, de 15 de julho daquele ano, que determinava que a UFV passasse a existir, como pessoa jurídica, a partir de 1º de agosto de 1969. O primeiro reitor da instituição foi o professor Edson Potsch Magalhães, cujo mandato abrangeu o período de 15 de julho de 1969 a 15 de julho de 1971.

### Convênios
A história da UFV está intimamente relacionada à atuação da Aliança para o Progresso e da USAID no Brasil, servindo de modelo para a posterior atuação daquelas agências na ESALQ e na UFRGS. Os Acordos MEC-USAID permitiram um grande avanço científico na agricultura brasileira e o controle de problemas sociais nas zonas rurais do Brasil durante a Guerra Fria.

## Ensino

### Ingresso
O ingresso na Universidade Federal de Viçosa pode ocorrer das seguintes formas:
- SiSU: Sistema de Seleção Unificada, através do Exame Nacional do Ensino Médio (Enem).
- Mobilidade Acadêmica: alunos de outras instituições de Ensino Superior podem pedir o Requerimento de Inscrição nos Programas de Mobilidade Acadêmica.
- Intercâmbio: alunos de outros países podem ingressar na UFV através de contratos e acordos promovidos com embaixadas internacionais, sendo estes alunos transferidos de universidades de seu país de origem ou não, e tendo sido aprovados no processo seletivo de seu país de origem.
- PASES: Programa de Avaliação Seriada. Metodologia do vestibular seriado. Ocorreu entre 2009 até 2015. Foi reativado em 2024.[17]
- Vagas Ociosas: de acordo com edital publicado semestralmente.[18]

### Alunos notáveis
- José Cândido de Mello Carvalho - Diretor do Museu Nacional (1955-1961).[19] Curso Técnico ESAV.

## Cultura
Ao longo de sua trajetória, a universidade desenvolveu sua cultura própria, com eventos anuais tradicionais de relevância local e nacional.

### Semana do Fazendeiro
A Semana do Fazendeiro é um evento que ocorre anualmente, reunindo empresas do setor agrícola, eventos culturais, venda de produtos regionais e apresentações musicais.

### Troca de Saberes
A Troca de Saberes ocorre simultaneamente à Semana do Fazendeiro, oferecendo um contraponto político, apresentando a agroecologia como caminho de resistência e soberania popular.

### Marcha Nico Lopes
A Marcha Nico Lopes é um evento organizado pelos estudantes da universidade que combina manifestações políticas e culturais com festa de rua. É considerada patrimônio cultural do Município de Viçosa.

### Olha o Trem, Marden
"Olha o Trem, Marden" é uma frase que aparece anualmente pintada na rua próxima ao trilho de trem dentro do campus UFV. A frase é uma homenagem ao estudante Marden Oliveira, atropelado e morto por um trem dentro da universidade em uma noite de 1989. Desde então, a frase aparece sobre o asfalto, marcando o local e aniversário de sua morte.

## Museus e espaços culturais
A Universidade Federal de Viçosa atualmente é responsável por doze museus e espaços de cultura, sendo eles:
Casa Arthur Bernardes, em 1995 a UFV adquiriu a também chamada de Memorial Arthur Bernardes. O edifício foi erguido entre 1922 e 1926 como residência de férias do então presidente Arthur da Silva Bernardes. Foi tombado em 1989 pelo IEPHA e inscrito no Livro de Tombo de Belas Artes e Tombo Histórico, das obras de Artes Históricos e dos Documentos Paleográficos ou Bibliográficos. Transformado em museu, o espaço tem eventos artísticos e culturais.
Museu de Ciências da Terra Alexis Dorofeef, derivado do Departamento de Solos (DPS) o museu abriga uma grande coleção de rochas e minerais de todas as partes do Brasil.
Museu da Comunicação, abriga materiais que contam a história de temas relacionados à Comunicação, apresentando e preservando-a, por diversos suportes e meios, para a atual e para as futuras gerações.
Museu de Zoologia João Moojen hoje possui mais de 20 mil peças zoológicas em seu crescente acervo, incluindo fósseis, peixes, anfíbios, répteis, aves e mamíferos, em sua maioria coletados na região de Viçosa e no estado de Minas Gerais.
Museu Histórico UFV (Pinacoteca), foi fundado em 1986 com objetivo de concentrar, organizar e estudar objetos e fatos históricos da UFV. O Museu Histórico compartilha seu espaço físico com a Pinacoteca UFV, que tem suas atividades destinadas a expor e apresentar de cultura e artes.
Horto Botânico da UFV, fundado em 1938, com fins didáticos e de conservação da biodiversidade, vinculado à Secretaria de Museus e Espaços de Ciências (SEMEC) da UFV. Recebe visitas de escolas de educação básica, disciplinas do ensino superior, grupos comunitários e entusiastas.

## Estrutura organizacional

### Reitores e diretores
Ao longo dos seus mais de 95 anos de atividade a UFV foi presidida por 24 acadêmicos. A posição de reitor inicialmente era concedida por indicação, nos dias atuais uma eleição entre o corpo docentes e estudantes e realizado para a instauração do cargo, que possui mandato com duração de quatro anos, com possibilidade de reeleição. A função de reitor implica um alto nível de complexividade e responsabilidade devido a importância da UFV no âmbito educacional nacional e internacional.
Luiz Cláudio Costa, que ocupou a função de reitor entre 11 de novembro de 2008 a 18 de janeiro de 2011, deixou a cargo devido indicação a cargo na Secretaria de Educação Superior (SESu) do Ministério da Educação, posteriormente foi nomeado presidente do Instituto Nacional de Estudos e Pesquisas Educacionais Anísio Teixeira (INEP), seguido pela Presidência da Secretária Executiva do Ministério da Educação (MEC) onde ocupou até 18 de março 2015 quando tomou posse como Ministro do Ministério da Educação (MEC).

### Divisões administrativas
A administração da universidade é dividida em Pró-Reitorias subordinadas à Reitoria e Vice-Reitoria:
- Pró-Reitoria de Administração
- Pró-Reitoria de Assuntos Comunitários
- Pró-Reitoria de Ensino
- Pró-Reitoria de Extensão e Cultura
- Pró-Reitoria de Gestão de Pessoas
- Pró-Reitoria de Pesquisa e Pós-Graduação
- Pró-Reitoria de Planejamento e Orçamento

### Divisões acadêmicas
O campus Viçosa é divido em centros de ciências, e estes são divididos em departamentos, que são responsáveis pelos cursos de graduação e pós-graduação. Os centros e cepartamentos são:
| - Departamento de Biologia Animal (DBA) - Departamento de Educação Física (DES) - Departamento de Entomologia (DDE) - Departamento de Medicina e Enfermagem (DEM) - Departamento de Nutrição e Saúde (DNS) - Departamento de Administração e Contabilidade (DAD) - Departamento de Artes e Humanidades (DAH) - Departamento de Ciências Sociais (DCS) - Departamento de Comunicação Social - Departamento de Direito (DPD) - Departamento de Economia (DEE) - Departamento de Economia Doméstica (DED) - Departamento de Educação (DPE) - Departamento de História (DHI) - Departamento de Geografia (DGE) - Departamento de Letras (DLA) | - Departamento de Agronomia (DAA) - Departamento de Economia Rural (DER) - Departamento de Engenharia Agrícola (DEA) - Departamento de Engenharia Florestal (DEF) - Departamento de Fitopatologia (DEP) - Departamento de Solos (DPS) - Departamento de Zootecnia (DZO) - Departamento de Arquitetura e Urbanismo (DAU) - Departamento de Engenharia Civil (DEC) - Departamento de Engenharia Elétrica (DEL) - Departamento de Engenharia de Produção e Mecânica (DEP) - Departamento de Física (DPF) - Departamento de Informática (DPI) - Departamento de Matemática (DMA) - Departamento de Química/Eng. Química (DEQ) - Departamento de Tecnologia de Alimentos (DTA) |

### CampusRio Paranaíba
O campus da UFV situado no município de Rio Paranaíba, MG, foi criado no dia 25 de julho de 2006 pelo Conselho Universitário da UFV - Resolução nº 8/2006. O Campus Rio Paranaíba encontra-se situado na cidade de Rio Paranaíba-MG, localizada na região do Triângulo Mineiro/Alto Paranaíba. 
O campus possui duas áreas: a primeira está situada na MG 230 – km 8, a aproximadamente 2,8 km da cidade de Rio Paranaíba contando com biblioteca, auditório, gabinetes de professores e coordenações de cursos, além dos setores administrativos e financeiro. A segunda área está localizada a 1.300 metros da Rodovia BR 354, no km 310, a uma distância aproximada de 12 km da sede do município e conta com salas de aula, auditórios e os laboratórios. O campus oferece graduação e pós-graduação nas áreas de conhecimento das Ciências Agrárias, Ciências Biológicas e da Saúde, Ciências Exatas e Tecnológicas e Ciências Humanas, Letras e Artes.
Cursos de graduação oferecidos: Administração; Agronomia; Ciências Biológicas (Ênfase em Conservação da Biodiversidade); Ciências Contábeis; Ciências e Tecnologia de Alimentos; Engenharia Civil; Engenharia de Produção; Nutrição; Química (Ênfase em Química Ambiental); Sistemas de Informação.
Cursos de pós-graduação: Agronomia (Produção Vegetal) – Mestrado e Administração Pública em Rede Nacional – PROFIAP (Mestrado Profissional).

### CampusFlorestal

#### A Fazenda-Escola de Florestal
A Fazenda-Escola de Florestal foi inaugurada em 26/04/1939 pelo então governador de Minas Gerais Benedito Valadares. A inauguração teve cobertura da Rádio Inconfidência, também criada pelo governador Valadares, e constituiu um evento de destaque na política estadual e até nacional. À época, a Secretaria da Agricultura, Indústria, Comércio e Trabalho de Minas Gerais publicava um periódico próprio, a “Revista da Produção”. A edição de número 16 da Revista da Produção foi totalmente voltada para a cobertura da inauguração da Fazenda Escola de Florestal.
Também estiveram presentes à cerimônia de inauguração o então presidente Getúlio Vargas e o interventor do Rio de Janeiro, Ernani Amaral Peixoto, o então ministro da Agricultura do estado de Minas Gerais, Israel Pinheiro, e prefeitos, autoridades e produtores rurais de diversos municípios mineiros.

#### Organização da Fazenda-Escola
A Fazenda-Escola, quando de sua inauguração, compunha-se de quatro divisões: uma divisão administrativa, responsável pelos serviços de pessoal, contabilidade, almoxarifado, compra e venda e pelo Hotel dos Fazendeiros; uma segunda divisão composta pela Fazenda de Criação (responsável pela criação de aves, bovinos, suínos, peixes, etc); uma terceira divisão responsável pela Fazenda Agrícola e, por fim, a quarta divisão, responsável pela Escola Agrícola. 

#### A divisão Fazenda Agrícola
A Divisão-Fazenda Agrícola tem, entre seus cabimentos, produzir sementes e mudas selecionadas para distribuição aos lavradores; estudar os melhores métodos de preparação, conservação e acondicionamento dos produtos agrícolas; fornecer elementos para difusão de conhecimentos agrícolas; e manter culturas das diversas espécies vegetais que interessam à economia do Estado, entre outros elencados no artigo 19 de seu Regulamento.

#### A divisão Escola Agrícola
O artigo Primeiro do Regulamento da Escola Agrícola enunciava que esta tinha como fim "a formação de trabalhadores rurais, bem como de administradores de fazendas, com conhecimentos racionais de agricultura e pecuária, que serão ministrados com cunho mais prático que teórico”.

#### Mecanização e modernização
Ao ser inaugurada, a Fazenda-Escola de Florestal dispunha de equipamentos modernos para a época, como ordenhadeiras mecânicas “Alva Laval” e “Manus”, lavadores a pressão "tipo Weyne" para a lavagem do gado e higienização dos estábulos, desintegradores para triturar o milho e, ainda, “uma máquina para estraçalhar cana e forragens verdes ou secas, as quais, depois de passarem por essa máquina, convenientemente preparadas, inclusive o farelo, são transportadas para os vagonetes dos estábulos, por intermédio de um poderoso e eficiente elevador aspirador”. A revista cita também o maquinário “moderno e eficiente” que a Fazenda-Escola dispunha para a indústria de Laticínios, com pré-aquecedor, pasteurizador e homogeneizador do leite e o “maquinismo para fabricação de manteiga”, como a “desnatadeira Westfalia, com capacidade de 200 litros por hora;” e “uma batedeira para 100 quilos de creme e uma salgadeira”.
Segundo Versieux, a ideia de unificar escolarização e trabalho agrícola, em Minas Gerais, foi sendo gestada principalmente ao longo do final do século XIX e início do século XX, ganhando impulso com as fazendas-modelo da gestão João Pinheiro[carece de fontes?] e sendo retomada, algumas décadas depois, com o governo Valadares, no contexto da modernização Varguista. No final dos anos 30, já havia, também, em relação ao meio rural, a preocupação quanto à necessidade de retenção do trabalhador no campo, tendo em vista o já observável fortalecimento do êxodo rural.
Em 1943 o estabelecimento foi vinculado ao Departamento de Ensino Técnico da Secretaria de Agricultura e passou a abrigar menores, aos quais ministrava ensino primário e profissional agrícola.
Cinco anos depois a Fazenda Escola foi transformada em Escola Média de Agricultura de Florestal, que inicia suas atividades no ano seguinte, oferecendo o Curso Médio de Agricultura, destinado à formação de técnicos agrícolas. A Escola foi incorporada à Universidade Rural do Estado de Minas Gerais (UREMG) em 1955. No ano de 1981 foi aprovado o novo regimento interno da Escola, que passou a ser denominada Central de Ensino e Desenvolvimento Agrário de Florestal (CEDAF).
Com quase oito décadas de destacada atuação em Florestal, na região metropolitana de Belo Horizonte e na região Centro-Oeste de Minas, em 2006 foi criado o Campus da UFV em Florestal. Evoluindo ao longo do tempo, atualmente UFV Campus Florestal continua a representar um marco diferenciado na região, com amplas perspectivas nas áreas de ensino, pesquisa e extensão.

## Órgãos, fundações e empresas
A Universidade tem diversas empresas e instituições associadas a ela.

### Fundações de Apoio: Funarbe e FACEV
A Fundação Arthur Bernardes (Funarbe) é a principal fundação de apoio da UFV, instituída em 1979, e também presta serviços a outras universidades. O Doce de Leite Viçosa, campeão brasileiro inúmeras vezes, é produzido dentro do campus em parceria com essa fundação.
A Fundação Artística, Cultural e de Educação para a Cidadania de Viçosa (Facev) foi fundada em 1998 e facilita a gestão de projetos planos de trabalho para o pleno desenvolvimento institucional da universidade.

### Editora UFV
A Editora UFV é um órgão da Universidade Federal de Viçosa, com sede em Viçosa. Tem como objetivo democratizar o acesso ao conhecimento técnico e científico produzido na UFV e instituições similares por meio de publicações impressas e meios digitais, como livros digitais. É afiliada à Associação Brasileira de Editoras Universitárias (ABEU), bem como à Asociación de Editoriales Universitarias de América Latina y Caribe (Eulac).
A Editora UFV foi crida em maio de 1996. Por meio da Divisão Gráfica Universitária (DGU), lançou exclusivamente impressos até 2012, quando publicou seu primeiro livro digital (e-book) – vindo a se tornar uma das editoras vinculadas a instituições de ensino superior que publicam nesse formato. Ao longo desses anos, realizou iniciativas como concursos literários e outras ações culturais visando à promoção do interesse pela leitura e à formação de novos escritores.